# Райони Південно-Африканської Республіки
Райони Південно-Африканської Республіки (англ. District municipality), або «Муніципалітети категорії C» — це округи Південно-Африканської Республіки, до складу яких входить переважно сільська місцевість. Райони поділяються на місцеві муніципалітети.
Деякі частини ПАР через причину їх малонаселеності не входять до складу жодного з місцевих муніципалітетів — такими, наприклад, є території національних парків та заповідників. Такі землі управляються безпосередньо урядами районів, і тому відомі як території районного підпорядкування (англ. District Management Area).
| Прапор ПАР | Це незавершена стаття про Південно-Африканську Республіку. Ви можете допомогти проєкту, виправивши або дописавши її. |